# Luigi Settembrini
Luigi Settembrini (né à Naples le 17 avril 1813, mort dans la même ville, le 4 novembre 1876) est un patriote et un écrivain italien.

## Biographie
Luigi Settembrini est né dans une famille originaire de la Basilicate (son grand-père paternel est de Nova Siri dans la  province de Matera). Il est éduqué par le père Raffaele aux idées libérales. Il fait ses études à Caserte jusqu'en 1828, puis à Naples où il entreprend des études en droit comme le veut la tradition familiale et où il étudie à l'école des Puoti, devenant l'un de ses élèves les plus estimés. À Naples il est initié très jeune en franc-maçonnerie, dans la loge Figliuoli della Giovine Italia ; il devient ensuite Vénérable maître de la loge La Libbia d'Oro.
Ces influences relatives aux Lumières vont caractériser pour toujours son analyse et ses choix dans le domaine politique, notamment par une conception élitiste du progrès politique, du mépris pour le peuple, de l'idéal d'un gouvernement fort et aux traits paternalistes.
En 1835, il obtient la chaire d'éloquence du lycée de Catanzaro au cours duquel il entre en contact avec les groupes mazziniens du lieu.
Avec son ami Musolino, il crée la société secrète Figliuoli della Giovine Italia (Les fils de la jeune Italie), mais en 1837, il est arrêté et accusé de complot, emprisonné et il passe trois ans de prison à Santa Maria Apparente. Sorti de prison il enseigne dans le privée jusqu'à la reprise des soulèvements risorgimentaux dans lesquels il s'engage.
Entre 1847 et 1848, il intervient activement par ses écrits dans le débat politique notamment par son pamphlet le plus connu inspiré par les événements de la Romagne de Massimo d'Azeglio Protesta del popolo delle due Sicilie (Protestation du peuple des deux Siciles). Bien que publié anonymement, il est contraint, en raison des soupçons éveillés, de se réfugier à Malte. Il participe par la suite au gouvernement constitutionnel comme ministre de l'Éducation et devient membre de la Grande Società dell'Unità d'Italia (Grande société de l'Unité d'Italie).
En 1849, avec la restauration des Bourbons, il est de nouveau arrêté et emmené en prison à Montefusco (où il séjourne avec Poerio, Pironti, Castromediano et d'autres illustres patriotes) après une condamnation à mort commutée en emprisonnement à vie. Entre 1851 et 1859, au cours des années d'emprisonnement sur l'île de Santo Stefano, il traduit les dialogues de Lucien de Samosate et écrit un roman situé dans la Grèce antique appelé I neoplatonici, publié à titre posthume en 1977, qui, par le sujet érotico-homosexuel contraste avec l'image austère que les critiques ont toujours donné de l'écrivain-patriote.
En 1859, il est envoyé en déportation aux États-Unis mais son fils Raffaele réussit à détourner le navire à Queenstown (aujourd'hui Cobh) en Irlande, libérant ainsi Settembrini et 67 autres personnes condamnés (y compris Carlo Poerio, Silvio Spaventa, Pironti, Schiavone, Castromediano et Faucitano). Settembrini, à la demande de Camillo Cavour, reste à Londres, retournant en Italie au moment de l'unification.
En 1860, il est professeur de littérature italienne à l'université de Bologne et en 1861 il enseigne à l'Université de Naples avant d'en devenir le recteur. Au cours de sa carrière à l'université de Naples, il se désole de la destruction des institutions et des coutumes de Naples après l'unification de l'Italie. Aux étudiants qui se plaignent de certains règlements, il leur répond : « La faute à Ferdinand II ! », les élèves surpris lui en demande les raisons et il répond : « S'il m'avait fait pendre moi et d'autres comme moi, cela ne se serait jamais produit »".
En 1861, Settembrini publie les œuvres de Lucien de Samosate, réussissant à porter à son terme le projet qu'il avait initié les années précédentes Della letteratura italiana libri IV (De la littérature italienne, livre IV). Son intention, déclarée dans le discours Dello scopo civile della letteratura du 8 avril 1848, est d'écrire une histoire de la littérature italienne pour les jeunes générations de l'après-Risorgimento. Entre 1866-1872, il publie les trois volumes de l’œuvre Lezioni di letteratura italiana (Leçons de littérature italienne).
Avec le même engagement mis dans l'élaboration de sa littérature italienne, Settembrini travaille sans interruption à un autre travail important, le Ricordanze della mia vita (Les souvenirs de ma vie) qui est publié à titre posthume par l'éditeur Morano avec les conseils de son ami Francesco De Sanctis.
Settembrini a été le collaborateur de l’Italia et du Il Piccolo et en 1866 rédacteur en chef de Lo Stivale. Le 6 novembre 1873, il est nommé sénateur.
Parmi ses autres œuvres, il y a l’Elogio del marchese Basilio Puoti (Éloge du marquis Basilio Puoti) en 1847, les Opere di Luciano voltate in italiano (Œuvres de Lucien traduites en italien) publiés en trois volumes par Le Monnier entre 1861-1862, Il Novellino di Masuccio Salernitano restituito alla sua antica lezione (Les nouvelles de Masuccio Salernitano restituées à leur ancienne version) en 1874 et les Lettere dall'ergastolo (Lettres depuis la prison) (1851-1858), écrites en majeure partie pour sa femme Gigia.

## Littérature
Dans le roman de  Thomas Mann La Montagne magique le nom de Settembrini est donné à un  franc-maçon représentant l'idéal actif et positif du Siècle des Lumières, de l'humanisme, de la démocratie, de la tolérance et des droits de l'homme.

## Source
- (it) Cet article est partiellement ou en totalité issu de l’article de Wikipédia en italien intitulé « Luigi Settembrini » (voir la liste des auteurs).